# Лазаревский переулок (Кронштадт)
Лазаревский переулок — улица в Кронштадте. Соединяет улицы Пролетарскую и Мануильского между Ленинградской и Интернациональной улицами. Назван в честь адмирала Михаила Петровича Лазарева.
Протяжённость магистрали — 130 метров.

## История
Переулок заложен в XVIII веке и до 1920-х годов просуществовал под названием Богоявленский (в «Справочной книге» 1916 года также упоминается как Богоявленский). По другим данным, переулок до своего переименования носил название Церковного.

## Здания, сооружения, организации
- Дом 4А — ГДОУ Детский сад № 8 Кронштадтского района Санкт- Петербурга[6].
- угол Лазаревского переулка и Пролетарской улицы (Пролетарская улица, дом 30) — здание Кронштадтской Морской общины сестер милосердия, построено в 1915 году по проекту архитектора В. М. Лопатина. Руинировано. Является объектом культурного наследия регионального значения.  Объект культурного наследия № 7801947000№ 7801947000

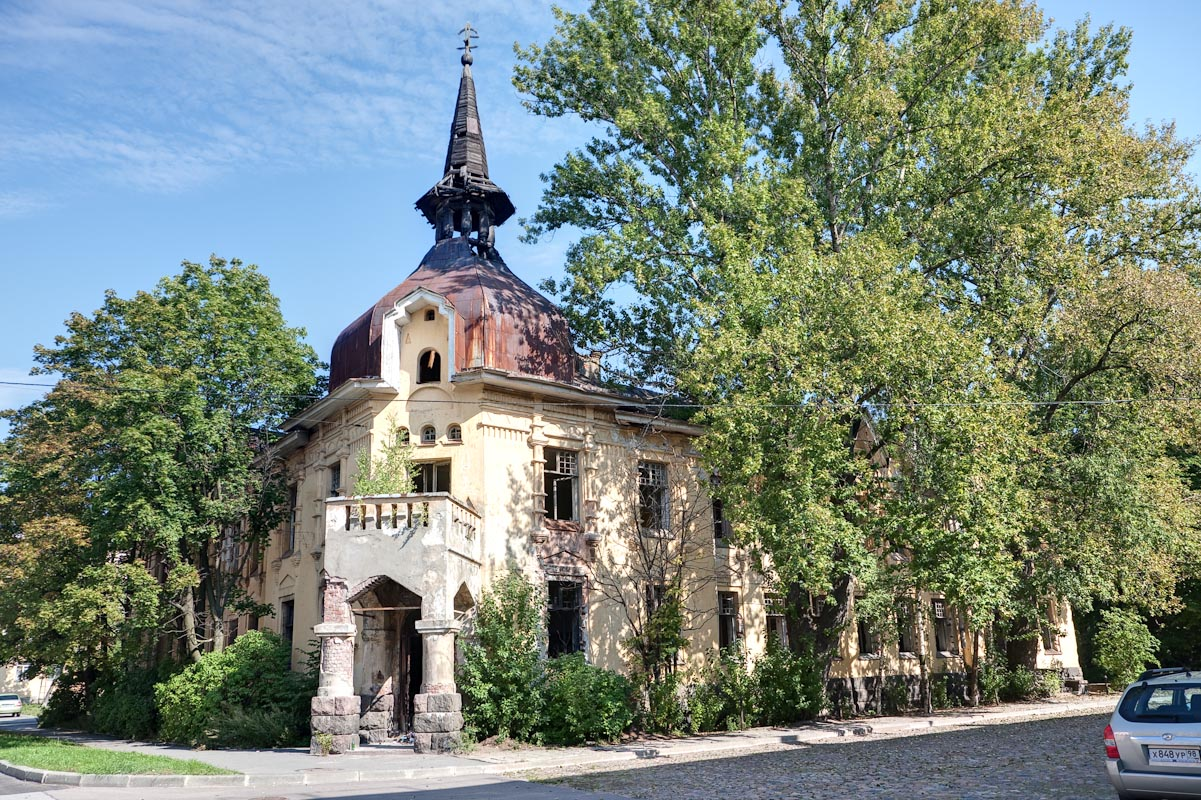
Здание Кронштадтской Морской общины сестер милосердия на углу Лазаревского переулка (справа) и Пролетарской улицы

Вопреки существующему заблуждению, адмирал М. Н. Лазарев никогда не жил на углу Лазаревского переулка в доме с современным адресом Пролетарская улица, дом № 30 (о чём говорит памятная доска, установленная на фасаде здания): его усадьба стояла на месте этого строения и не сохранилась.

## Пересечения
С востока на запад:
- улица Мануильского
- Пролетарская улица
- улица Аммермана (соединён проездом)